# Ptochophyle strigata
Ptochophyle strigata là một loài bướm đêm trong họ Geometridae.